# Mirnyjkysten
Mirnyjkysten – wybrzeże położone w północnej części Wyspy Piotra I. Ma około 5 km długości. Jego nazwa pochodzi od nazwy rosyjskiego statku Mirnyj, który brał udział w pierwszej rosyjskiej ekspedycji antarktycznej w latach 1819-1821 i została nadana w 1980 roku przez Norweski Instytut Polarny.